# DOTA: Sangre de dragón
DOTA: Sangre de dragón (en inglés DOTA: Dragon's Blood) es una serie web de animación en 2D, con algunos detalles en 3D, perteneciente al género de aventura y ciencia ficción. Es parte de la franquicia de Dota 2, está establecida en el mismo universo que dicho videojuego. La serie animada cuenta la historia de Davion, un caballero dragón que se encarga de enfrentar a dichas bestias para proteger a las personas de ser devoradas por estos; y Mirana, una princesa exiliada que tiene la misión de recuperar unos lotos robados de su Diosa. La serie es desarrollada por Netflix Animation Studio en colaboración con el estudio de animación llamado Studio Mir, quienes produjeron Mortal Kombat Legends: La venganza de Scorpion, se anunció su lanzamiento para inicios del año 2021, posteriormente se confirmó su estreno para el 25 de marzo del mismo año.

## Argumento
Ambientada en un mundo de fantasía, la historia sigue a un Caballero Dragón, Davion, que caza dragones para hacer del mundo un lugar más seguro. En una batalla entre demonios y dragones, un dragón anciano fusiona su alma con Davion. Junto con una princesa de la luna, Mirana y su amiga y protectora Marsi, Davion emprende un viaje para detener al demonio Terrorblade que quiere matar dragones y recoger sus almas para alimentar una fuerza maligna incluso mayor que Terrorblade.

## Reparto de voces y personajes
- José Antonio Macías[5] como Davion: un Caballero Dragón que odia a los dragones por masacrar a toda su familia cuando era niño. La presencia del malvado Terrorblade lo obliga a aliarse con los Eldewyrms y ayuda a Mirana y Marci en su búsqueda.
- Alicia Barragán[5] como Princesa Mirana: la princesa exiliada del bosque de la Noche plateada, emprende una búsqueda con Marci, su guardaespaldas muda, para recuperar los lotos robados de su diosa patrona, Selemene.
- Beto Castillo[5] como Slyrak the Ember Eldwyrm: uno de los ocho grandes dragones, Slyrak es un dragón orgulloso y destructivo, que usa a Davion como anfitrión para sobrevivir y luchar contra Terrorblade.
- Armando Coria[5] como el Invocador: un poderoso sabio elfo mágico que es fundamental para la búsqueda de Mirana. Odia a Selemene por su papel en la muerte de su hijo.
- Roberto Salguero[5] como Bram: el escudero de Davion, ahora esta sirviendo a Kaden para poder curar a Davion de Slyrak quien lo posee.
- Carola Vázquez[5] como Luna: una vez conocida como El Azote de las Llanuras, comete crímenes de guerra contra los Elfos que se niegan a adorar a Selemene.
- Rebeca Patiño[5] como Selemene: la diosa de la Luna, es una antagonista de los Enclaves Elfos que se niegan a adorarla y les declara la guerra tras el robo de sus lotos por parte de Fymryn.
- Lupita Leal[5] como Fymryn: una joven elfa que roba lotos del bosque de la noche plateada debido a una profecía sobre su diosa Luna, Mene.
- Valentina Souza[5] como Drysi: líder de la Resistencia élfica contra la colonización de la Orden de la Luna Oscura y la conversión de su gente bajo los fanáticos de Selemene.
- Humberto Solórzano[5] como Kaden: el único Caballero Dragón que sobrevive luchando contra un Eldewyrm, busca a Slyrak, quien mató a 29 de sus amigos en una batalla 20 años antes de la serie, y ha matado con éxito a cada tipo de dragón.
- Gerardo García[5] como Terrorblade: El principal antagonista de la serie, un demonio que tiene como objetivo matar a los dragones en un plan para remodelar el universo de la forma que lo desea.

## Producción
La serie fue anunciada por Netflix en febrero de 2021. Es una colaboración conjunta entre Studio Mir y Kaiju Boulevard, la productora de Ashley Edward Miller .

## Estreno
DOTA: Sangre de dragón debutó el 25 de marzo de 2021 en Netflix. Se lanzó un avance el 19 de febrero, seguido de un avance completo el 1 de marzo. Un video promocional, titulado "Basshunter Dota Revival", fue lanzado en YouTube junto con el debut del programa. En él, el músico sueco Basshunter está cantando " Vi sitter i Ventrilo och spelar DotA " mientras toca Dota 2, con escenas de Sangre de Dragon en el medio.

## Recepción
El sitio web de crítica y reseñas Rotten Tomatoes reportó un índice de aprobación del 67%, basado en 9 reseñas, con una calificación promedio de 7.43/10.